# Hendrik Rudolph van Marle
Mr. Hendrik Rudolph van Marle (Deventer, 30 december 1832 − Wilp, Huis Het Schol, 27 mei 1906) was een Nederlands bestuurder.

## Biografie
Van Marle werd geboren als telg uit het Nederland's Patriciaatsgeslacht Van Marle en als zoon van notaris mr. Hendrik Willem van Marle (1806-1880) en Carolina Ernestina Visser (1806-1878). Hij was een kleinzoon van de Deventerse burgemeester mr. Hendrik Willem van Marle (1768-1834). In 1856 promoveerde hij te Leiden in de rechten (op stellingen). In 1865 werd hij zelf burgemeester van Deventer, hetgeen hij tot 1882 zou blijven, waarna hij kantonrechter werd. Van 1873 tot 1886 was hij lid van Provinciale Staten van Overijssel, van 1895 tot 1899 was hij lid van de Eerste Kamer der Staten-Generaal (waar hij slechts eenmaal het woord voerde). Hij was Ridder in de Orde van de Nederlandse Leeuw. Hij trouwde in 1859 met Henrica Judith Werndly (1834-1905) met wie hij vijf kinderen kreeg. Zijn zoon mr. Carel Ernest van Marle (1865-1905) werd wethouder van Deventer en lid van Gedeputeerde Staten van Overijssel.
Van Marle woonde 's winters in het Van Marlehuis aan de Polstraat te Deventer, en 's zomers op het landhuis Het Schol te Wilp.

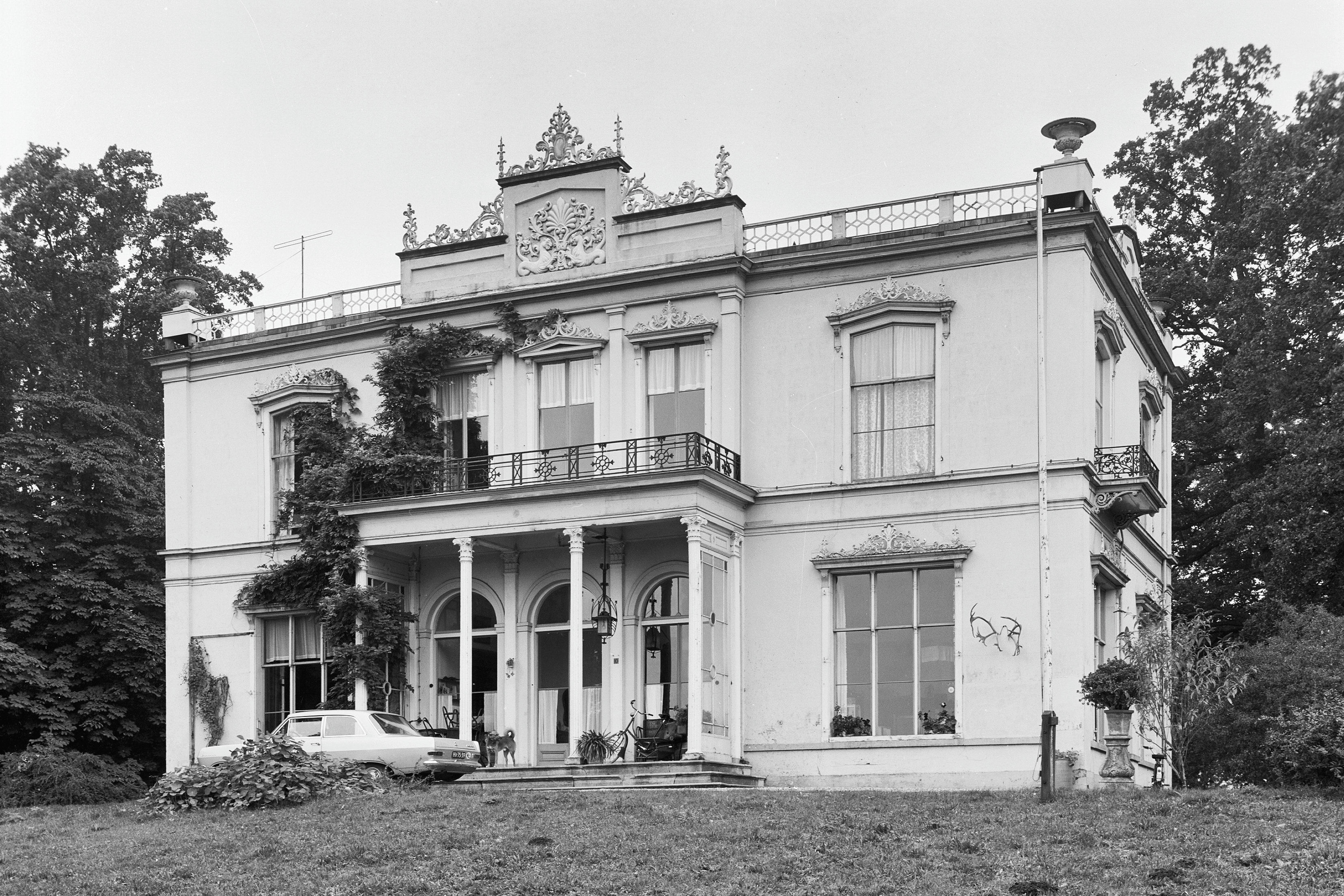
Voorgevel Het Schol anno 1967
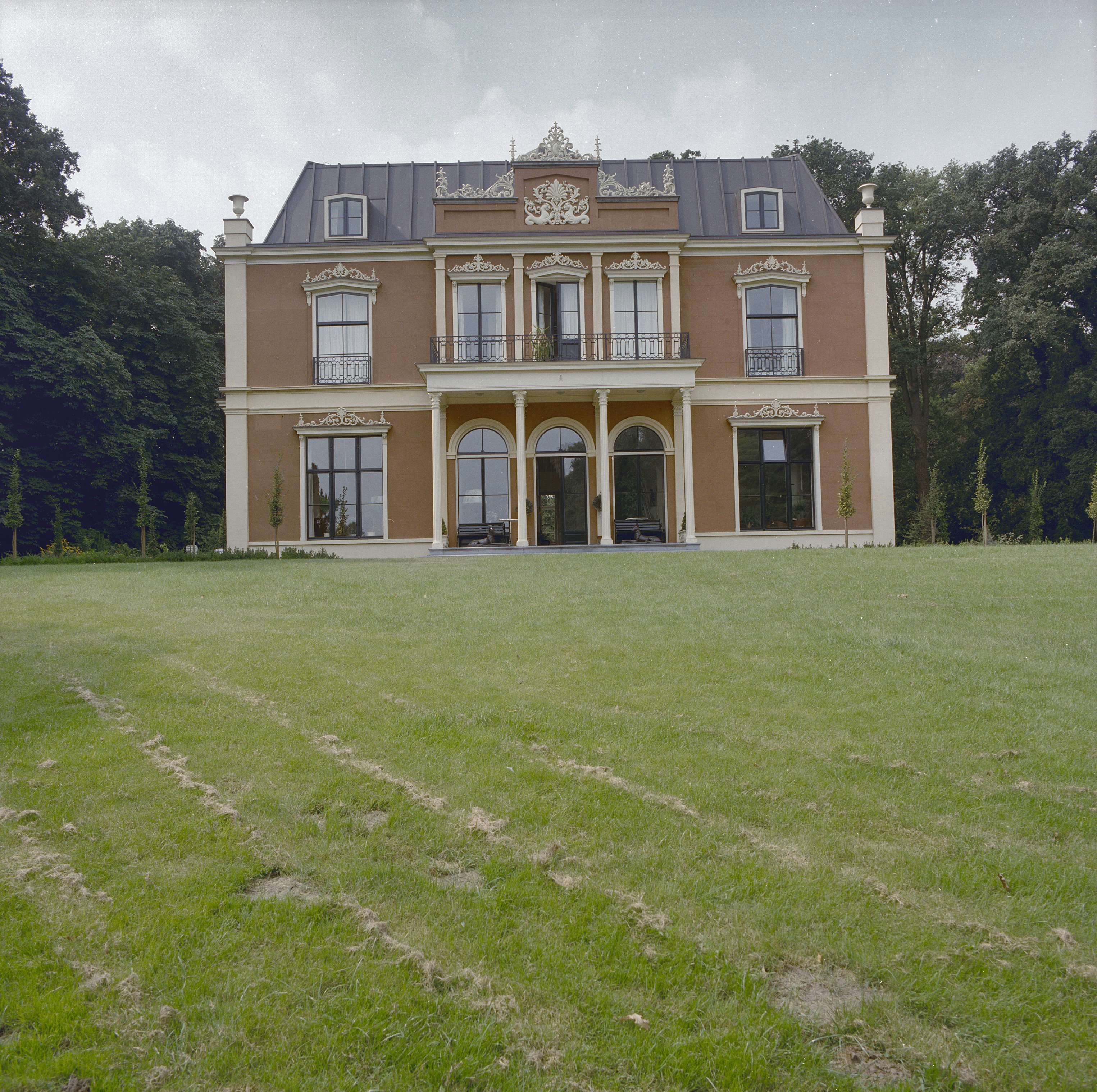
Voorgevel Het Schol anno 2013

- Biografisch Portaal: 30966306
- Digitale Bibliotheek voor de Nederlandse Letteren: marl007
- Parlement.com: vg09ll36p2yb